# Helen Jenkins
Helen Rebecca Jenkins (ur. 8 marca 1984 w Elgin) – brytyjscy triathlonistka. Mistrzyni Świata w triathlonie z 2008.
Karierę zawodową rozpoczęła w 2002. Podczas Igrzysk Olimpijskich w Pekinie (2008) zajęła 21. miejsce. W sezonie olimpijskim została mistrzynią świata w Mistrzostwach Serii ITU. Czwarta zawodniczka Mistrzostw Świata w 2010, rok później w klasyfikacji generalnej zajęła drugą pozycję. Zajęła piąte miejsce na letnich Igrzyskach Olimpijskich 2012.